# ۱۰۲۱ (میلادی)
۱۰۲۱ (میلادی) هزار و بیست و یکمین سال تقویم میلادی است.

## زادگان
- وانگ آنشی، اقتصاددان، سیاستمدار، صدر اعظم و چامه‌سرای چینی در دودمان سونگ

## درگذشتگان
- حاکم بأمرالله، ششمین خلیفه فاطمی در مصر

‎